# Mesochorus seniculus
Mesochorus seniculus là một loài tò vò trong họ Ichneumonidae.